# OCI Agro
OCI Agro is een bedrijfsonderdeel van het Nederlandse chemiebedrijf OCI Nitrogen en omvat de productie van stikstofhoudende kunstmest. Het bedrijf is in 1929 opgericht door de Staatsmijnen als het Stikstofbindingsbedrijf te Geleen, werd in 1979 onderdeel van DSM en is sinds 2010 in handen van het Egyptische bouw- en chemieconcern Orascom Construction Industries (OCI).

## Geschiedenis

### Stikstofbindingsbedrijf (SBB)
In 1919 richtten de Staatsmijnen bij Staatsmijn Emma in Treebeek de eerste cokesfabriek op. Cokesfabrieken produceerden als bijproduct grote hoeveelheden ammoniakwater, dat met behulp van zwavelzuur kon worden omgezet in zwavelzure ammoniak, een kunstmeststof. Aldus werden de Staatsmijnen betrokken bij de kunstmestproductie. Meerdere cokesfabrieken volgden. Toen het gebruik van stikstofkunstmeststoffen steeds maar toenam, en het tot dan toe gebruikelijke Chilisalpeter uitgeput dreigde te raken, werd onder meer het Haber-Boschproces ontwikkeld om stikstof uit de lucht te binden. Aldus ontstonden, vanaf 1910, stikstofbindingsbedrijven.
DSM richtte in 1929 het Stikstofbindingsbedrijf (SBB) op, dat de productie te Geleen startte in 1930 waarvoor de chemicus Gerrit Berkhoff werd aangetrokken. Er werd in eerste instantie zwavelzure ammoniak geproduceerd. In 1932 volgden ammonsalpeter en ammonsulfaatsalpeter, in 1934 kalkammonsalpeter en in 1937 ook fosfaatammonsalpeter. De productie bedroeg 192 kton in 1932 en 249 kton in 1939, waarbij het accent verschoof van zwavelzure ammoniak naar kalkammonsalpeter.
Na de Tweede Wereldoorlog werd het SBB aanzienlijk uitgebreid en vormde de basis voor tal van nieuwe producten, waaronder kunststoffen. De stikstofcapaciteit ging omhoog van 160 naar 300 ton N/dag. Hiertoe moest ook een synthesegasfabriek worden gebouwd. Gedurende de jaren 1949 tot 1959 werd in totaal 3.333 kton kunstmest, voornamelijk kalkammonsalpeter, geproduceerd, waarvan 1.347 kton werd geëxporteerd. Dit betrof de gezamenlijke productie van Staatsmijnen en Mekog.
De fabrieken voor organische producten, basisgrondstoffen voor kunststoffen en dergelijke, werden reeds in 1960 afgesplitst van het SBB.

### DSM Meststoffen
In 1972 werd het SBB opgenomen in de Unie van Kunstmestfabrieken (UKF), waarin ook Mekog en Albatros deelnamen. Deze produceerde in 1971 in totaal 2.120 kton product, waarvan 1.181 kton voor binnenlands gebruik. In 1981 werd 2.830 kton geproduceerd, waarvan 1.250 kton voor binnenlands gebruik.
Ondertussen werd UKF in 1979 een volledige dochter van DSM. In 1982 werd de Amsterdamse fabriek verkocht. In 1988 werd ook de fabriek in Pernis verkocht. De naam SBB werd in 1986 vervangen door DSM Meststoffen Geleen (DMG). In 1996 werd de naam opnieuw veranderd, nu in DSM Agro Geleen (DAG).
In 2010 werd DSM Agro overgenomen door het Egyptische OCI en heet sindsdien OCI Agro.

### Kunstmesthandel
DSM nam deel in het Centraal Stikstof Verkoopkantoor (CSV), dat van 1948 tot 1978 heeft bestaan. Voorts heeft het een belang in de verkooporganisatie Triferto, die door tal van fusies in de kunstmestgroothandel is ontstaan.